# محب الله بن عبد الشكور البهاري
محب الله بن عبد الشكور البهاري (ت 1119 هـ / 1707م)، الهندي، الحنفي.
فقيه، أصوليّ، منطقيّ. قاضٍ، من الأعيان. من أهل «بهار» وهي مدينة عظيمة شرقي «پورب»، بالهند. مولده في موضع يقال له «كره» بفتحتين. من أبرز علماء الإسلام في عصره، ولاَّه «عالمكير» قضاء «لكهنو»، ثم قضاء «حيدر أباد الدكن»، ثم ولي صدارة ممالك الهند، وجعله الملك «شاه عالم»: قاضي القضاة في الدولة المغولية، ومنحه لقب: «فاضل خان»، ولم يلبث أن توفي.
للبهاري مصنفات أهمها: «الجوهر الفرد» في علم الكلام، و«مسلم الثبوت» في أصول الفقه، و«سلم العلوم» في المنطق، و«المغالطة العامة الورود».